# Церемония Первой борозды

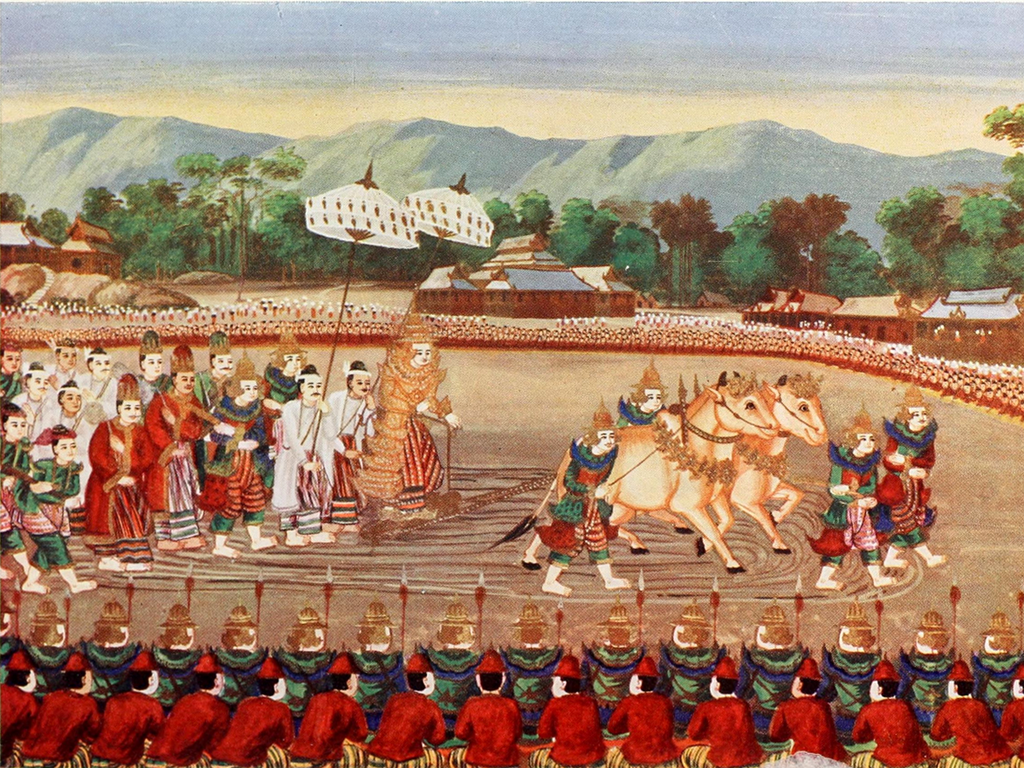
Церемония проведения первой борозды

Церемония Первой борозды (тайск. พระราชพิธีจรดพระนังคัลแรกนาขวัญ) — тайский королевский обряд, проводимый в честь начала сельскохозяйственных работ. В основе этого обряда лежит распространённый от Индии до Китая ритуал поклонения божествам дождя, ветра, реки, земли и риса. В Таиланде эта церемония проводилась ежегодно со времён государства Сукхотай (1238—1438) в начале шестого месяца по лунному календарю. Церемония Первой борозды также ежегодно проводится в Камбодже.
В тайском государстве Сукхотай существовало министерство земледелия (кром На), которое заботилось об ирригации и других общественных работах с целью поддержания и развития сельского хозяйства. Каждый год глава министерства лично проводил церемонию Первой борозды. Эта церемония служила сигналом к началу сельскохозяйственных работ по всей стране. Традиционно церемония Первой борозды осуществлялась самим королем.
Как правило, благоприятный день для проведения вычисляется королевским астрологом. Король Таиланда должен присутствовать на церемонии. Более того, для проведения церемонии король назначает Главного Пахаря, который исполняет обряд проведения первой борозды.
В Таиланде церемония Первой борозды включает в себя два ритуала: благословение семян и вспахивание первой борозды на рисовом поле. Королевская церемония, которая открывает новый сезон возделывания риса, проводится в Большом дворце, а общенародная — на площади Санам Луанг, где люди подбирают с земли семена риса, используемые во время ритуального действа, для привлечения удачи и увеличения урожайности посевов. Традиция проводить церемонию сначала в королевском дворце, а затем на городской площади, берёт начало со времён правления Рамы IV Монгкута (1851—1868).
Ежегодное проведение церемонии Первой борозды было возобновлено королём Рамой IX Пхумипоном Адульядетом с 1949 г. В XX веке Рама IX и его тайный совет стремились восстановить авторитет монарха как духовного отца нации, поэтому многие королевские церемонии, в том числе и церемония первой борозды, были возрождены.
12 мая 2017 года ежегодную церемонию Первой борозды посетил новопровозглашенный король Таиланда Рама X Маха Вачиралонгкорн, сын Рамы IX Пхумипона Адульядета. Церемония проходила на площади Санам Луанг, мероприятие транслировалось по местному телевидению. Во главе процессии, проводившей обряд, стоял министр сельского хозяйства Таиланда: он разбрасывал зёрна риса, смешанные с лепестками роза и жасмина. Считается, что эти зёрна приносят удачу и обладают целебными свойствами.